# شيماء المرزوقي
شيماء محمد المرزوقي (مواليد 1988) روائية ومؤلفة لقصص الأطفال إماراتية وكاتبة وناقدة إضافة لكونها أخصائية اجتماعية.  والمرزوقي أم لحفصة سرور، أصغر مؤلفة إماراتية تحصل على ميدالية أوائل الإمارات 2016.

## التعليم
في عام 2011، تحصلت المرزوقي على بكالوريوس تربية في الطفولة المبكرة ومرحلة ما قبل المدرسة والمرحلة الابتدائية، من جامعة زايد بدبي.

## الحياة المهنية
إلى جانب كتاباتها الروائية، كتبت المرزوقي لعدد من وسائل الإعلامي مثل صحيفة الرؤية الإماراتية (2013) وصحيفة العرب الدولية (2014) الصادرة في لندن وصحيفة الحياة الدولية (2015). ولها عمود يومي «إضاءات» في صحيفة الخليج وأعمدة أخرى في مجلة الأمن ومجلة مرامي ومجلة رسالة التميز.
وتنشط المرزوقي في عدد من المنظمات المنتمية إليها مثل :
- نادي دبي للصحافة
- البرلمان العربي لخبراء التدريب
- اتحاد كتاب وأدباء الإمارات
- رابطة أديبات الإمارات
- المجلس الإماراتي لكتب اليافعين

## المؤلفات
عن الكتابة تقول المرزوقي : 
أثرت المرزوقي المكتبة العربية بأكثر من 37 قصة موجهة للأطفال ومتخصصة في أدب الشبان. إضافة إلى مجموعة من الكتب التي تحمل آراء الكاتبة في عدة قضايا مجتمعية وثقافية ومعرفية، منها منذ متى تطير الخفافيش تحت الشمس، وعظماء انتصروا بالخير ومحطات مع الأفكار ولا يعلمون أنهم عظماء.

### أعمال موجهة للأطفال والشبان
| - أحب أمي وأبي دار الهدهد للنشر والتوزيع - نشر 2017 - ردمك: 978-9776541290 - لا تخف أبداً من الظلامنبطي للنشر والتوزيع - نشر 2018 - بابا زايد وشعب الإمارات نبطي للنشر والتوزيع - نشر 2018 - موزة وجهازها الذكي نبطي للنشر والتوزيع - نشر 2018 - ميثاء في متحف الاتحادنبطي للنشر والتوزيع - نشر 2018 - المنطاد العجيب دار الهدهد للنشر والتوزيع - نشر 2016 - المشروع الجديد (بالعربية والإنجليزية) - حديقة الزهور دار الهدهد للنشر والتوزيع - ردمك: 978-9948138655 - نشر 2017 - أنا أستطيع - رحلة ورقة دار الهدهد للنشر والتوزيع - نشر 2014 - حفلة لأبي | - الصناديق العجيبة - أجمل رحلة مع عمتي - سيف وكرسيه المتحرك - لا أحد يلعب معي - يومي الأول في الروضة - كم أحب أبي - أين وضعت أشيائي - ماذا أفعل - جدتي الحبيبة - من هي؟ | - رحلة حمد في مدينة دبي - زوجة أبي (بالعربية والإنجليزية) - أحمد والآيباد - أسماء والدب فوفو - أصغر طبيبة في العالم دار الهدهد للنشر والتوزيع - نشر 2017 - ردمك: 978-9948024569 |

### الروايات
ولها عدد من الروايات نذكر منها :
| العنوان                         | الصنف                  | الجمهور  | الناشر                    | سنة الإصدار | عدد الصفحات | ردمك                 |
| ------------------------------- | ---------------------- | -------- | ------------------------- | ----------- | ----------- | -------------------- |
| إنسال                           | رواية من الخيال العلمي | اليافعون | دار ملهمون للنشر والتوزيع | 2019        | 126 صفحة    | (ردمك 9789948245094) |
| معركة الثغرة الأخيرة            | رواية                  | اليافعون | نبطي للنشر والتوزيع       | 2019        | 127 الصفحات | (ردمك 9789948245148) |
| سافر بعقلك                      | رواية                  | اليافعون | نبطي للنشر والتوزيع       | 2019        | 112 صفحة    | (ردمك 9789948397054) |
| الراقص                          | مجموعة قصصية           |          | دار ملهمون للنشر والتوزيع | 2018        | 367 صفحة    | (ردمك 9789948247647) |
| منذ متى تطير الخفافيش تحت الشمس | مجموعة مقالات          |          | دار كُتّاب للنشر            | 2016        | 1141 صفحة   | (ردمك 9789948023401) |
| زعفران                          | رواية                  |          | دار كُتّاب للنشر            | 2015        | 171 صفحة    | (ردمك 9789948183495) |
| ريانة                           | رواية من الخيال العلمي | اليافعون | مداد للنشر والتوزيع       | 2014        | 159 صفحة    | (ردمك 9789948220831) |

وعن أول عمل روائي لها، قالت المرزوقي : 

### كتب أخرى
ومن المؤلفات الأخرى :
| العنوان                                                                        | الناشر                                                          | سنة الإصدار | عدد الصفحات | ردمك                 |
| ------------------------------------------------------------------------------ | --------------------------------------------------------------- | ----------- | ----------- | -------------------- |
| لا يعلمون أنهم عظماء                                                           | جميرا للنشر والتوزيع                                            | 2016        | 129 صفحة    | (ردمك 9789948025955) |
| محطات مع الأفكار                                                               | أبوظبي : وزارة الثقافة والشباب وتنمية المجتمع                   | 2016        | 95 صفحة     | (ردمك 9789948022145) |
| عظماء انتصروا بالخير                                                           | جميرا للنشر والتوزيع                                            | 2018        | 101 صفحة    | (ردمك 9789948392101) |
| التحديات التي تواجه اللغة العربية في عصرنا                                     | مداد للنشر والتوزيع                                             | 2014        | 71 صفحة     | (ردمك 9789948220824) |
| التحديات التي تواجه اللغة العربية في دول الخليج وغيرها من الدول العربية الأخرى | وزارة الثقافة و الشباب و تنمية المجتمع-الأمارات العربية المتحدة | 2011        | 66 صفحة     | (ردمك 9789948070634) |

## الجوائز
نالت شيماء محمد محمود المرزوقي عدد من الجوائز في تخصصات مختلفة منها:
- الفائز الأول في جائزة راشد بن حمد الشرقي للإبداع في فئة الرواية الإماراتية 2020.[5][19]
- جائزة راشد بن حميد للثقافة والعلوم في فئة الرواية لسنة 2017.[20]
- جائزة راشد بن حميد للثقافة والعلوم في فئة القصة القصيرة لسنة 2016.[20][5]

إضافة إلى عدد من الجوائز الداخلية في هيئة كهرباء ومياه دبي.  كما كرمها المشرفون على «مشروع القصة المقروءة بطريقة برايل للمكفوفين» من مؤسسة زايد العليا للرعاية الإنسانية وذوي الاحتياجات الخاصة في الدورة التاسعة سنة 2017 لمساهمتها كأحد شركاء المشروع.

## وصلات خارجية
- الموقع الرسمي لشيماء المرزوقي
- صفحة شيماء المرزوقي على تويتر
- صفحة شيماء المرزوقي على فايس بوك
- صفحة شيماء المرزوقي على إنستغرام